# Dian Fossey
Dian Fossey, ameriška zoologinja, * 16. januar 1932, San Francisco, Kalifornija, ZDA, † 27. december 1985, Ruanda.
Specializirala se je na proučevanje vedenja goril ter jih od leta 1967 opazovala v gorskih gozdovih Ruande. Njeno odpravo je financirala organizacija National Geographic Society. Na področju preučevanja goril je naredila podobno delo kot Jane Goodall na področju šimpanzov. Opravila je prvo štetje goril ter se borila zoper divji lov. 27. decembra 1985 so jo našli umorjeno v njeni koči. Umor ni bil nikoli dokončno raziskan. 
Njena zgodba je postala znana širni svetovni javnosti zlasti s filmom Gorile v megli s Sigourney Weaver v glavni vlogi. Film, ki ga je režiral Michael Apted, je predstavil njeno življenje in delo v Afriki.